# Наталия Пушкарьова
Ната̀лия Лво̀вна Пушкарьо̀ва (на руски: Натáлья Львóвна Пушкарёва) е руска историчка.
Тя е антрополог, основоположник на историческата феминология и гендерната история в руската наука. Доктор на историческите науки, професор, завеждащ Сектора за етногендерни изследвания в Института по етнология и антропология „Н. Н. Миклухо-Маклай“ на Руската академия на науките (РАН).
Завършва Историческия факултет на Московския държавен университет „М. В. Ломоносов“ (МГУ), аспирантура и докторантура в Института по етнография (сега Институт по етнология и антропология „Н. Н. Миклухо-Маклай“) на РАН. От 1987 г. работи в същия институт, а от 2008 г. завежда Сектора по етногендерни изследвания.
Дисертации:
- кандидатска дисертация: „Положението на жената в семейството и обществото на Древна Рус от X – XIII в.“ („Положение женщины в семье и обществе Древней Руси X – XIII вв.“) – защитена през 1985 г. в Историческия факултет на МГУ;
- докторска дисертация: „Жената в руското семейство от X – началото на XIX в. Динамика на социално-културните изменения“ („Женщина в русской семье X – начала XIX в. Динамика социо-культурных изменений“) – защитена през 1997 г. в Научния съвет на Института по етнология и антропология на РАН.

Президент е на Руската асоциация на изследователите на женската история (РАИЖИ); лидер на феминистко движение в Русия и страните от ОНД; член на редакционната колегия на списанието „Българска етнология“ - издание на Етнографския институт с музей, София на Българската академия на науките.

## Монографии
- Женщины Древней Руси. М.: „Мысль“, 1989
- Русские: этнотерритория, расселение, численность, исторические судьбы (XII—XX вв.). М.: ИЭА РАН, 1995 (в соавторстве с В.А. Александровым и И.В. Власовой) 2—е издание: М.: ИЭА РАН, 1998
- Женщины России и Европы на пороге Нового времени. М.: ИЭА РАН, 1996
- Women in Russian History from the Tenth to the Twentieth Century. New York: M.E. Sharp, 1997 (Heldt—Prise, „Book of the Year – 1997“)
- Этнография восточных славян в зарубежных исследованиях (1945—1990). СПб.: „БЛИЦ“, 1997
- Частная жизнь женщины в доиндустриальной России. X – начало XIX в. Невеста, жена, любовница. М.: „Ладомир“, 1997
- Русская женщина: история и современность. М.: „Ладомир“, 2002
- Гендерная теория и историческое знание. СПб: „Алетейя“, 2007
- Частная жизнь женщины в Древней Руси и Московии. М.: „Ломоносов“, 2011
- Частная жизнь русской женщины в XVIII веке. М.: „Ломоносов“, 2012